# Cazevieille
Cazevieille é uma comuna francesa na região administrativa de Occitânia, no departamento de Hérault. Estende-se por uma área de 16,21 km². Em 2010 a comuna tinha 203 habitantes (densidade: 12,5 hab./km²).